# Anomala rugosa
Anomala rugosa är en skalbaggsart som beskrevs av Gilbert John Arrow 1899. Anomala rugosa ingår i släktet Anomala och familjen Rutelidae. Inga underarter finns listade i Catalogue of Life.